# Cornutiplusia circumflexa
Cornutiplusia circumflexa is een vlinder uit de familie van de uilen (Noctuidae). De wetenschappelijke naam werd  gepubliceerd in 1767 door Carl Linnaeus.
De soort komt voor in Europa.